# زن گربه‌ای
زن گربه‌ای یا کت‌وومن (به انگلیسی: Catwoman) با نام اصلی سلینا کایل (به انگلیسی: Selina kyle) یک شخصیت خیالی در کتاب‌های کمیک آمریکایی منتشرشده توسط دی‌سی کامیکس است که اغلب با شخصیت ابرقهرمان بتمن مرتبط است. این شخصیت توسط باب کین و بیل فینگر خلق شده‌است؛ که برای اولین بار در شمارهٔ ۱ مجموعه کمیک بتمن (بهار ۱۹۴۰) با نام گربه معرفی شد. زن‌گربه‌ای هم یکی از دشمنان اصلی و هم یکی از دوستان و بتمن و همچنین معشوقهٔ وی محسوب می‌شود، اما از دههٔ ۱۹۹۰ او در مجموعه‌ها نقش یک ضدقهرمان را در ازای شخصیتی بدذات ایفا می‌کند.

## بازیگران
- ۱۹۶۶-جولی نیومر و لی مری وثر
- ۱۹۶۷-ارتا کیت
- ۱۹۹۲-میشل فایفر
- ۲۰۰۴-هلی بری
- ۲۰۱۲-ان هتوی
- ۲۰۱۴-کمرن بیکوندووا  و لیلی سیمونز
- ۲۰۲۲-زوئی کراویتز

## تاریخچهٔ خلق
باب کین، خالق شخصیت بتمن، اولین بار در بهار ۱۹۴۰، زن گربه‌ای را با نام گربه وارد داستان‌های بتمن کرد. او می‌خواست به داستان‌های بتمن کسی را اضافه کند که بتواند به عنوان شخصیت مکمل زن، خوانندگان زن را جذب کند. او این شخصیت را تا حدودی از ژان هارلو بازیگر فیلم‌های دههٔ ۳۰، اقتباس کرده بود.
بعدها، نام «گربه» به «زن‌گربه‌ای» تغییر یافت. اولین حضور زن گربه‌ای در بتمن شمارهٔ ۱ بود.

## زندگی‌نامه

### کودکی
سلینا کودکی غم انگیزی دارد. مادرش، ماریا، پس از آن که مورد تجاوز وحشیانه قرار گرفت، خودکشی کرد و کمی بعد، پدرش، برایان، به علت زیاده روی در مصرف الکل، مرد. پس از آن، سلینا را به مراکز بازپروری که برای نوجوانان بزهکار و یتیم بود، منتقل کردند.

### بزرگسالی
سلینا، در محله‌های فقیرنشین گاتهام سیتی، از طریق دزدی توانست زنده بماند. تیزهوشی و مهارتش در ژیمناستیک، او را تبدیل به ماهرترین سارق گاتهام کرد.

## مشخصات ظاهری

### توانایی‌ها
سلینا، در ژیمناستیک، آکروبات و مخفی‌کاری مهارت بالایی دارد. دیگر توانایی سلینا، مهارت در دزدی سنگ‌های قیمتی و جواهرات است.

### لباس
زن‌گربه‌ای، در اولین حضورش در بتمن، لباس خاصی نداشت. در حضور بعدی، او نقابی به شکل گربه زده بود. پس از آن، کم‌کم دو گوش به ماسکش، و دستکش، چکمه و عینک به لباسش اضافه شد. لباس او در دههٔ ۱۹۶۰ سبز رنگ بود که در شخصیت‌های منفی آن دوران معمول بود.
در دههٔ ۱۹۹۰ او لباس چسبان بنفشی می‌پوشید. پس از آن، لباس او به لباس چرمی سیاه رنگی تغییر یافت. در سال‌های اخیر، او معمولاً بین این دو لباس متناوب است. همچنین او عینک فروسرخی نیز به چشم می‌زند.

### تجهیزات
پنجه: دستکش و چکمهٔ زن گربه‌ای، دارای پنجه‌هایی فولادی است که از سر انگشتان دستکش و چکمه بیرون می‌آیند و جمع می‌شوند. او در مبارزه‌های تن به تن و برای بالا رفتن از دیوارها از این پنجه‌ها استفاده می‌کند.
شلاق: زن گربه‌ای شلاق چرمی سیاهی دارد و در استفاده از آن ماهر است.

## شخصیت
باب کین، در مورد این که چرا او، زن گربه‌ای را به شکل گربه طراحی کرده‌است، می‌گوید:
«من احساس می‌کنم که زنان، شبیه گربه و مردان، شبیه سگ هستند. درحالی که سگ‌ها وفادارند و رفتاری دوستانه دارند، گربه‌ها سرد و غیرقابل اعتمادند… فهمیدن احساسات گربه‌ها همان‌قدر دشوار است که فهمیدن احساسات زنان.»
همچنین باب کین و بیل فینگر (نویسندهٔ داستان‌ها) شخصیت زن گربه‌ای را این گونه توضیح می‌دهند:
«دشمنی با رفتار دوستانه، که هر چند مجرم است، ولی بتمن به او علاقه دارد.»
اگرچه زن گربه‌ای در اصل، یکی از شخصیت‌های منفی داستان‌های بتمن است، ولی نمی‌توان به‌طور قطع به او نام ضد قهرمان داد. او خصوصیات اخلاقی خاصی دارد، مثلاً هرچند سارقی حرفه‌ای است، ولی هرگز مرتکب قتل نمی‌شود یا گاهی در برابر خطرات بزرگتر با بتمن همراهی می‌کند.
او نشان‌دهندهٔ شخصیت خاکستری، در میان شخصیت‌های سیاه و سفید داستان‌های ابرقهرمانی است.
او رابطهٔ خوبی با هارلی کویین نیز داشت.